# Dot pitch

Точковий крок (англ. Dot pitch) — специфікація для дисплея комп'ютера, комп'ютерного принтера, сканера зображень, або іншого пристрою на основі пікселів, який описує відстань, наприклад, між точками (пікселями) на внутрішній стороні екрану дисплея. У випадку  кольорового дисплея точковий крок між однокольоровими пікселями є мірою розміру тріади плюс відстань між тріадами.
Точковий крок може бути виміряний в лінійних одиницях, зазвичай міліметрах (мм), або у вигляді щільності, наприклад точок на дюйм: чим більше число, тим більша роздільна здатність. Малий крок зазвичай забезпечує більш чітке зображення (оскільки є більше пікселів в даній області). Тим не менше, інші фактори можуть впливати на якість зображення, в тому числі:
- Метод вимірювання, що не був документований; оцінка ускладнюється існуванням декількох методів
- Відстань між пікселями різної за площею екрану (наприклад, збільшення в кутах в порівнянні з центром)
- Різниця піксельної геометрії
- Різниця роздільної здатності екрану
- Тримання у фокусі пучка електронів (в ЕПТ)
- Різниця в співвідношеннях сторін